# Psychotria sarcocarpa
Psychotria sarcocarpa är en måreväxtart som beskrevs av Elmer Drew Merrill. Psychotria sarcocarpa ingår i släktet Psychotria och familjen måreväxter. Inga underarter finns listade i Catalogue of Life.